# Viengsay Valdés
Pour les articles homonymes, voir Valdés.
Viengsay Valdés est une ballerine cubaine. Elle danse au Ballet national de Cuba.
Sa biographie (De Acero y Nube) a été publiée en 2014, lancée durant la Foire internationale du livre-Cuba 2014.

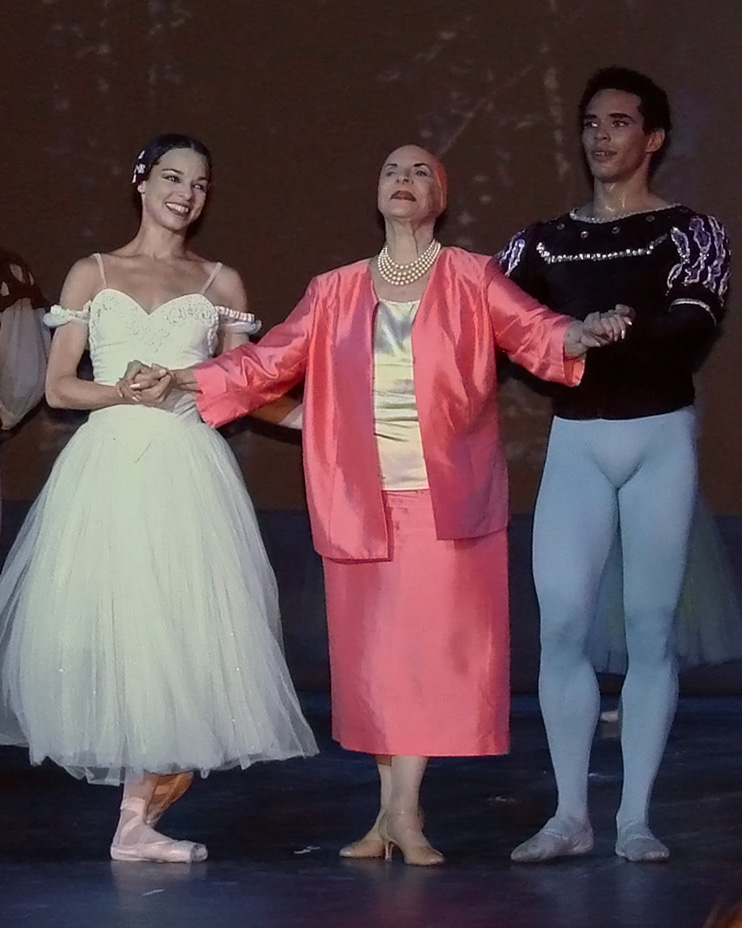
Valdes à gauche, Alicia Alonso au centre avec Romel Frometa à droite en 2008.

## Jeunesse et débuts
Elle est née le 10 novembre 1976, à l'hôpital Ramón González Coro, dans le quartier central du Vedado de La Havane. Ses parents ont été surpris par sa taille, en particulier ses mains avec de longs doigts effilés. On remarque qu'elle "a les mains d'une pianiste". Elle passe les premiers mois de sa vie à La Havane avec sa mère jusqu'en 1977, quand elles voyagent au Laos pour rejoindre le père de Viengsay qui travaille avec le corps diplomatique cubain au pays. En juillet 1994, Viengsay obtient son diplôme en danse et de chorégraphie de l'Ecole Nationale d'Art et mérite le prix comme meilleur élève.
Valdes arrive au Ballet national en 1994 et commence sa carrière dans la danse. Elle deviendra danseuse principale en 1996 et danseuse première en 2001.
En 2005, elle danse les rôles de Julieta et Rosalina dans Shakespeare y sus Máscaras du Ballet Nacional de Cuba au Gran Teatro de la Habana, La Havane.
Son prénom "Viengsay" signifie « victoire » en lao. Elle commence à danser à l'âge de neuf ans.